# Acidente de ônibus em Anshun
O acidente de ônibus em Anshun ocorreu em 7 de julho de 2020, quando um ônibus (autocarro) local em Anshun, Guizhou, no sudoeste da China, fez uma curva acentuada e colidiu com o reservatório de Hongshan, no distrito de Xixiu. Pelo menos 21 pessoas morreram e outras 16 ficaram feridas. Entre os passageiros no ônibus estavam os candidatos ao exame de Gaokao.

## Acidente
Imagens de vídeo do acidente mostram o ônibus movendo-se lentamente na estrada antes de fazer uma curva acentuada à esquerda, aproximadamente às 12:17 (UTC+08:00). O ônibus atravessou seis faixas de tráfego, colidiu com o corrimão da estrada e desceu o aterro no reservatório de Hongshan.
Um sobrevivente lembrou o acidente em uma entrevista à imprensa: "Quando o ônibus caiu no rio, o vidro quebrou, a água entrou imediatamente. Eu nadei para fora do ônibus no momento do impacto".

## Operações de resgate
Às 13:30, o Corpo de Bombeiros e Resgate de Guizhou mobilizou 19 carros de bombeiros, 21 barcos de borracha e 97 equipes de resgate (incluindo 17 mergulhadores) ao local para ajudar no resgate. Confiado pelo secretário do Partido Sun Zhigang, o governador Shen Yiqin foi para o local do acidente para organizar o trabalho de resgate. O ministro da Segurança Pública, Zhao Kezhi, nomeou Du Hangwei, vice-ministro de Segurança Pública, para liderar um grupo de trabalho em Anshun para orientar a investigação das causas do incidente.
Às 23:00, todas as 37 pessoas a bordo foram recuperadas, incluindo 16 feridas, 20 sem sinais vitais e uma confirmada como morta. Entre os 37 passageiros, 12 eram estudantes, cinco dos quais não apresentavam sinais vitais, seis estavam em tratamento e um recebeu alta do hospital. Foi relatado que o motorista estava entre os mortos.

## Investigação
O Departamento de Segurança Pública da Província de Guizhou criou um grupo especial para investigar a causa do acidente. O motorista, de sobrenome Zhang, era um homem de 52 anos da cidade de Xixiu, distrito de Anshun. Ele possuía uma carteira de motorista A1 e dirigia o ônibus n.º 2 desde 1997.
Em 12 de julho, os investigadores anunciaram que o acidente foi causado intencionalmente pelo motorista, que estava infeliz por sua casa alugada ter sido demolida. Em um comunicado, a polícia anunciou que, em 2016, a casa pública que ele estava alugando de sua empresa foi incluída em um programa de reforma de favelas que o compensa por 72 542,94 yuan que ele recusou a pegar para ele. No início da manhã de 7 de julho, ele voltou para sua casa e descobriu que estava prestes a ser demolida. Chamou outro motorista de ônibus e disse que queria mudar de turno duas horas mais cedo. A polícia também alegou que ele havia comprado e consumido álcool antes e enquanto dirigia o ônibus, antes de entrar intencionalmente no reservatório.